# Louis Proost
Louis Proost (Halle, Brabante, 7 de abril de 1935 - Lier 3 de febrero de 2009) fue un ciclista belga que fue profesional entre 1958 y 1967. 
Durante su carrera como profesional consiguió 61 victorias, destacando por encima del resto una etapa en el Tour de Francia de 1960 y otra del Giro de Italia de 1961. Con anterioridad, aún en categoría amateur, había conseguido el Campeonato del mundo amateur de 1957.

## Palmarés
- 1957

 Campeonato del mundo amateur
- 1958

1º en el Critérium de Brasschaat
1º en el St.Niklaas-Waas
1º en el Rummen
1º en el Zwijndrecht
1º en la Halle-Ingooigem
- 1959

Campeón de Bélgica interclubs
1º en la Brustem-Remouchamps-Brustem
1º en la Boulogne sur Mer
1º en la Oostende
1º en la Kapellen-Glabbeek
1º en la Turnhout-Oost
1º en la Rijkevorsel
- 1960

Campeón de Bélgica interclubs
1º en la Roubaix-Cassel-Roubaix
1º en la Bruseles-Charleroi-Bruselas
1º en la Ekeren
1º en la Wuustwezel
Vencedor de una etapa en el Tour de Francia
- 1961

Campeón de Bélgica interclubs
Campeón provincial interclubs
1º en la Waasmunster
1º en la Melle
1º en la Borgerhout
Vencedor de una etapa en el Giro de Italia
Vencedor de una etapa en la Vuelta a Alemania
Vencedor de una etapa en la Vuelta a Bélgica
- 1962

Campeón provincial interclubs
1º en la Hoeilhaart-Diest-Hoeilhaart
1º en la Sint Amands
1º en la Zandhoven
1º en la Beringen
1º en la Polders-Campine
1º en la Nieuwkerken-Waas
1º en la Oedelgem
1º en la Turnhout
- 1963

Campeón provincial interclubs
1º en Zandhoven
1º en Edegem
1º en Beveren-Waas
1º en Circuito del Brabante occidental
1º en la Hoeilhaart-Diest-Hoeilhaart
1º en Schoten-Willebroek
1º en St.Truiden
1º en Rijmenam
1º en Mouscron
1º en Wetteren
- 1964

1º en Kumtich
1º en Lommel
1º en Mortsel
1º en Melle
1º en Tervueren
1º en Bierbeek
1º en Tessenderlo
1º en Kumtich
- 1965

1º en la Flecha de los polders
1º en Zwijndrecht
1º en Kontich
- 1966

1º en Beveren-Waas
1º en el Circuito de Flandes central
1º en Dixmude

## Resultados en Grandes Vueltas y Campeonato del Mundo
| Carrera         | 1960 | 1961 | 1962 | 1963 | 1964 |
| --------------- | ---- | ---- | ---- | ---- | ---- |
| Giro de Italia  | -    | Ab.  | -    | -    | -    |
| Tour de Francia | Ab.  | Ab.  | -    | 65º  | Ab.  |
| Vuelta a España | -    | -    | -    | -    | 22º  |